# Championnats du monde de descente de canoë-kayak 1985
Navigation
Championnats du monde de descente 1983 Championnats du monde de descente 1987
Les 14e championnats du monde de descente en canoë-kayak de 1985 se sont tenus à Garmisch en Allemagne de l'Ouest, sous l'égide de la Fédération internationale de canoë.

## Podiums

### K1
| Rang               | Athlète               | Pays       | Temps |
| ------------------ | --------------------- | ---------- | ----- |
| Médaille d'or      | Marco Previde-Massara | Italie     |       |
| Médaille d'argent  | Claude Bénézit        | France     |       |
| Médaille de bronze | Jon Fishburn          | États-Unis |       |

| Rang               | Athlète                                             | Pays                 | Temps |
| ------------------ | --------------------------------------------------- | -------------------- | ----- |
| Médaille d'or      | Rolf Kilian Degenhard Pfeiffer Jörg Winfried        | Allemagne de l'Ouest |       |
| Médaille d'argent  | Claude Bénézit Christian Frossard Bernard Morin     | France               |       |
| Médaille de bronze | Marco Previde-Massara Fabian Ceccato Cesare Mulazzi | Italie               |       |

| Rang               | Athlète              | Pays                 | Temps |
| ------------------ | -------------------- | -------------------- | ----- |
| Médaille d'or      | Karin Wirz           | Allemagne de l'Ouest |       |
| Médaille d'argent  | Andrea Hollerieth    | Allemagne de l'Ouest |       |
| Médaille de bronze | Marie-Pierre Le Cann | France               |       |

| Rang               | Athlète                                                | Pays                 | Temps |
| ------------------ | ------------------------------------------------------ | -------------------- | ----- |
| Médaille d'or      | Dagmar Volke-Stupp Andrea Hollerieth Karin Wahl        | Allemagne de l'Ouest |       |
| Médaille d'argent  | Elisabeth Jouve Marie-Pierre Le Cann Isabelle Menetrey | France               |       |
| Médaille de bronze | Cynthia Berry Fiona Mitchell Corinne Helm              | Royaume-Uni          |       |

### C1
| Rang               | Athlète           | Pays        | Temps |
| ------------------ | ----------------- | ----------- | ----- |
| Médaille d'or      | Gilles Zok        | France      |       |
| Médaille d'argent  | Sreko Masle       | Yougoslavie |       |
| Médaille de bronze | Jean-Luc Bataille | France      |       |

| Rang               | Athlète                                        | Pays                 | Temps |
| ------------------ | ---------------------------------------------- | -------------------- | ----- |
| Médaille d'or      | Jean-Luc Bataille Gilles Zok Karim Benamrouche | France               |       |
| Médaille d'argent  | Srecko Masle Franc kukec Andrej Jelenc         | Yougoslavie          |       |
| Médaille de bronze | Ernst Libuda Raymond Klatt Rainer Pioch        | Allemagne de l'Ouest |       |

### C2
| Rang               | Athlète                          | Pays                 | Temps |
| ------------------ | -------------------------------- | -------------------- | ----- |
| Médaille d'or      | Jean-Luc Ponchon François Durand | France               |       |
| Médaille d'argent  | Jean-Luc Rigaut Gilles Bernard   | France               |       |
| Médaille de bronze | Hans Proquitte Peter Gonschior   | Allemagne de l'Ouest |       |

| Rang               | Athlète                                                       | Pays                 | Temps |
| ------------------ | ------------------------------------------------------------- | -------------------- | ----- |
| Médaille d'or      | Ponchon / Durand Jaunet / Chambeaudie Rigaut / Gilles Bernard | France               |       |
| Médaille d'argent  | Proquitte / Gonschior Kennel / Schneider Schöffel / Harzheim  | Allemagne de l'Ouest |       |
| Médaille de bronze | Klotz / Knoll Prünster / Mayr Weger / Hager                   | Italie               |       |

## Tableau des médailles
| Rang  | Nation               | Or | Argent | Bronze | Total |
| ----- | -------------------- | -- | ------ | ------ | ----- |
| 1     | France               | 4  | 4      | 2      | 10    |
| 2     | Allemagne de l'Ouest | 3  | 2      | 2      | 7     |
| 3     | Italie               | 1  | 0      | 2      | 3     |
| 4     | Yougoslavie          | 0  | 2      | 0      | 2     |
| 5     | États-Unis           | 0  | 0      | 1      | 1     |
| -     | Royaume-Uni          | 0  | 0      | 1      | 1     |
| Total | Total                | 8  | 8      | 8      | 24    |